# Kvalspelet till Europamästerskapet i fotboll 1972 (grupp 6)
Kvalspelet till Europamästerskapet i fotboll 1972 (grupp 6) spelades mellan den 14 oktober 1970 och 20 november 1971

## Tabell
| Nr | Lag ( )   | S | V | O | F | GM | IM | MS  | P  |
| -- | --------- | - | - | - | - | -- | -- | --- | -- |
| 1  | Italien   | 6 | 4 | 2 | 0 | 12 | 4  | +8  | 10 |
| 2  | Österrike | 6 | 3 | 1 | 2 | 14 | 6  | +8  | 7  |
| 3  | Sverige   | 6 | 2 | 2 | 2 | 3  | 5  | −2  | 6  |
| 4  | Irland    | 6 | 0 | 1 | 5 | 3  | 17 | −14 | 1  |

## Matcher
|             | 14 oktober 1970 | Irland                   | 1 – 1           | Sverige            | Dalymount Park | |
| 20:00 UTC±0 | 20:00 UTC±0     | Tommy Carroll 44′ (str.) | (1 – 0) Rapport | 61′ Dan Brzokoupil | Dublin Publik: 30 000<refname="Rsssf">{{Webbref\|url=http://www.rsssf.com/tables/72e-fulldet.html%7Ctitel=EuropeanChampionship1 972(Details)\|hämtdatum=10juli2 017\|utgivare=Rsssf}}</ref> Domare: Robert Héliès (Frankrike) | Dublin Publik: 30 000<refname="Rsssf">{{Webbref\|url=http://www.rsssf.com/tables/72e-fulldet.html%7Ctitel=EuropeanChampionship1 972(Details)\|hämtdatum=10juli2 017\|utgivare=Rsssf}}</ref> Domare: Robert Héliès (Frankrike) |
| 20:00 UTC±0 | 20:00 UTC±0     |                          |                 |                    | Dublin Publik: 30 000<refname="Rsssf">{{Webbref\|url=http://www.rsssf.com/tables/72e-fulldet.html%7Ctitel=EuropeanChampionship1 972(Details)\|hämtdatum=10juli2 017\|utgivare=Rsssf}}</ref> Domare: Robert Héliès (Frankrike) | Dublin Publik: 30 000<refname="Rsssf">{{Webbref\|url=http://www.rsssf.com/tables/72e-fulldet.html%7Ctitel=EuropeanChampionship1 972(Details)\|hämtdatum=10juli2 017\|utgivare=Rsssf}}</ref> Domare: Robert Héliès (Frankrike) |
| 20:00 UTC±0 | 20:00 UTC±0     |                          |                 |                    | Dublin Publik: 30 000<refname="Rsssf">{{Webbref\|url=http://www.rsssf.com/tables/72e-fulldet.html%7Ctitel=EuropeanChampionship1 972(Details)\|hämtdatum=10juli2 017\|utgivare=Rsssf}}</ref> Domare: Robert Héliès (Frankrike) | Dublin Publik: 30 000<refname="Rsssf">{{Webbref\|url=http://www.rsssf.com/tables/72e-fulldet.html%7Ctitel=EuropeanChampionship1 972(Details)\|hämtdatum=10juli2 017\|utgivare=Rsssf}}</ref> Domare: Robert Héliès (Frankrike) |

|             | 28 oktober 1970 | Sverige          | 1 – 0           | Irland | Råsunda                                                                          |                                                                                  |
| 19:00 UTC+1 | 19:00 UTC+1     | Tom Turesson 74′ | (0 – 0) Rapport |        | Stockholm Publik: 11 922<refname="Rsssf"/> Domare: Pavel Kazakov (Sovjetunionen) | Stockholm Publik: 11 922<refname="Rsssf"/> Domare: Pavel Kazakov (Sovjetunionen) |
| 19:00 UTC+1 | 19:00 UTC+1     |                  |                 |        | Stockholm Publik: 11 922<refname="Rsssf"/> Domare: Pavel Kazakov (Sovjetunionen) | Stockholm Publik: 11 922<refname="Rsssf"/> Domare: Pavel Kazakov (Sovjetunionen) |
| 19:00 UTC+1 | 19:00 UTC+1     |                  |                 |        | Stockholm Publik: 11 922<refname="Rsssf"/> Domare: Pavel Kazakov (Sovjetunionen) | Stockholm Publik: 11 922<refname="Rsssf"/> Domare: Pavel Kazakov (Sovjetunionen) |

|             | 31 oktober 1970 | Österrike         | 1 – 2           | Italien                                       | Praterstadion                                                                    |                                                                                  |
| 15:00 UTC+1 | 15:00 UTC+1     | Thomas Parits 29′ | (1 – 2) Rapport | 27′ Giancarlo De Sisti 34′ Alessandro Mazzola | Wien Publik: 54 953<refname="Rsssf"/> Domare: Laurens van Ravens (Nederländerna) | Wien Publik: 54 953<refname="Rsssf"/> Domare: Laurens van Ravens (Nederländerna) |
| 15:00 UTC+1 | 15:00 UTC+1     |                   |                 |                                               | Wien Publik: 54 953<refname="Rsssf"/> Domare: Laurens van Ravens (Nederländerna) | Wien Publik: 54 953<refname="Rsssf"/> Domare: Laurens van Ravens (Nederländerna) |
| 15:00 UTC+1 | 15:00 UTC+1     |                   |                 |                                               | Wien Publik: 54 953<refname="Rsssf"/> Domare: Laurens van Ravens (Nederländerna) | Wien Publik: 54 953<refname="Rsssf"/> Domare: Laurens van Ravens (Nederländerna) |

|             | 8 december 1970 | Italien                                                                | 3 – 0           | Irland | Stadio Artemio Franchi                                                   |                                                                          |
| 14:30 UTC+1 | 14:30 UTC+1     | Giancarlo De Sisti 22′ (str.) Roberto Boninsegna 42′ Pierino Prati 84′ | (2 – 0) Rapport |        | Florens Publik: 45 000<refname="Rsssf"/> Domare: Robert Schaut (Belgien) | Florens Publik: 45 000<refname="Rsssf"/> Domare: Robert Schaut (Belgien) |
| 14:30 UTC+1 | 14:30 UTC+1     |                                                                        |                 |        | Florens Publik: 45 000<refname="Rsssf"/> Domare: Robert Schaut (Belgien) | Florens Publik: 45 000<refname="Rsssf"/> Domare: Robert Schaut (Belgien) |
| 14:30 UTC+1 | 14:30 UTC+1     |                                                                        |                 |        | Florens Publik: 45 000<refname="Rsssf"/> Domare: Robert Schaut (Belgien) | Florens Publik: 45 000<refname="Rsssf"/> Domare: Robert Schaut (Belgien) |

|             | 10 maj 1971 | Irland           | 1 – 2           | Italien                                  | Lansdowne Road                                                                     |                                                                                    |
| 19:00 UTC±0 | 19:00 UTC±0 | Jimmy Conway 23′ | (1 – 1) Rapport | 15′ Roberto Boninsegna 59′ Pierino Prati | Dublin Publik: 25 000<refname="Rsssf"/> Domare: Gerhard Schulenburg (Västtyskland) | Dublin Publik: 25 000<refname="Rsssf"/> Domare: Gerhard Schulenburg (Västtyskland) |
| 19:00 UTC±0 | 19:00 UTC±0 |                  |                 |                                          | Dublin Publik: 25 000<refname="Rsssf"/> Domare: Gerhard Schulenburg (Västtyskland) | Dublin Publik: 25 000<refname="Rsssf"/> Domare: Gerhard Schulenburg (Västtyskland) |
| 19:00 UTC±0 | 19:00 UTC±0 |                  |                 |                                          | Dublin Publik: 25 000<refname="Rsssf"/> Domare: Gerhard Schulenburg (Västtyskland) | Dublin Publik: 25 000<refname="Rsssf"/> Domare: Gerhard Schulenburg (Västtyskland) |

|             | 26 maj 1971 | Sverige        | 1 – 0           | Österrike | Råsunda                                                                   |                                                                           |
| 19:00 UTC+1 | 19:00 UTC+1 | Jan Olsson 62′ | (0 – 0) Rapport |           | Stockholm Publik: 5 416<refname="Rsssf"/> Domare: Janusz Eksztajn (Polen) | Stockholm Publik: 5 416<refname="Rsssf"/> Domare: Janusz Eksztajn (Polen) |
| 19:00 UTC+1 | 19:00 UTC+1 |                |                 |           | Stockholm Publik: 5 416<refname="Rsssf"/> Domare: Janusz Eksztajn (Polen) | Stockholm Publik: 5 416<refname="Rsssf"/> Domare: Janusz Eksztajn (Polen) |
| 19:00 UTC+1 | 19:00 UTC+1 |                |                 |           | Stockholm Publik: 5 416<refname="Rsssf"/> Domare: Janusz Eksztajn (Polen) | Stockholm Publik: 5 416<refname="Rsssf"/> Domare: Janusz Eksztajn (Polen) |

|             | 30 maj 1971 | Irland                   | 1 – 4           | Österrike                                                                             | Dalymount Park                                                      |                                                                     |
| 15:30 UTC±0 | 15:30 UTC±0 | Eamonn Rogers 46′ (str.) | (0 – 3) Rapport | 4′ (str.) Johann Schmidradner 11′ Karl Kodat 31′ (sjm.) Jimmy Dunne 71′ August Starek | Dublin Publik: 16 000<refname="Rsssf"/> Domare: Henry Øberg (Norge) | Dublin Publik: 16 000<refname="Rsssf"/> Domare: Henry Øberg (Norge) |
| 15:30 UTC±0 | 15:30 UTC±0 |                          |                 |                                                                                       | Dublin Publik: 16 000<refname="Rsssf"/> Domare: Henry Øberg (Norge) | Dublin Publik: 16 000<refname="Rsssf"/> Domare: Henry Øberg (Norge) |
| 15:30 UTC±0 | 15:30 UTC±0 |                          |                 |                                                                                       | Dublin Publik: 16 000<refname="Rsssf"/> Domare: Henry Øberg (Norge) | Dublin Publik: 16 000<refname="Rsssf"/> Domare: Henry Øberg (Norge) |

|             | 9 juni 1971 | Sverige | 0 – 0           | Italien | Råsunda                                                                      |                                                                              |
| 19:00 UTC+1 | 19:00 UTC+1 |         | (0 – 0) Rapport |         | Stockholm Publik: 36 528<refname="Rsssf"/> Domare: Rudolf Scheurer (Schweiz) | Stockholm Publik: 36 528<refname="Rsssf"/> Domare: Rudolf Scheurer (Schweiz) |
| 19:00 UTC+1 | 19:00 UTC+1 |         |                 |         | Stockholm Publik: 36 528<refname="Rsssf"/> Domare: Rudolf Scheurer (Schweiz) | Stockholm Publik: 36 528<refname="Rsssf"/> Domare: Rudolf Scheurer (Schweiz) |
| 19:00 UTC+1 | 19:00 UTC+1 |         |                 |         | Stockholm Publik: 36 528<refname="Rsssf"/> Domare: Rudolf Scheurer (Schweiz) | Stockholm Publik: 36 528<refname="Rsssf"/> Domare: Rudolf Scheurer (Schweiz) |

|             | 4 september 1971 | Österrike         | 1 – 0           | Sverige | Praterstadion                                                             |                                                                           |
| 15:30 UTC+1 | 15:30 UTC+1      | Josef Stering 23′ | (1 – 0) Rapport |         | Wien Publik: 42 000<refname="Rsssf"/> Domare: Rudi Glöckner (Östtyskland) | Wien Publik: 42 000<refname="Rsssf"/> Domare: Rudi Glöckner (Östtyskland) |
| 15:30 UTC+1 | 15:30 UTC+1      |                   |                 |         | Wien Publik: 42 000<refname="Rsssf"/> Domare: Rudi Glöckner (Östtyskland) | Wien Publik: 42 000<refname="Rsssf"/> Domare: Rudi Glöckner (Östtyskland) |
| 15:30 UTC+1 | 15:30 UTC+1      |                   |                 |         | Wien Publik: 42 000<refname="Rsssf"/> Domare: Rudi Glöckner (Östtyskland) | Wien Publik: 42 000<refname="Rsssf"/> Domare: Rudi Glöckner (Östtyskland) |

|             | 9 oktober 1971 | Italien                                   | 3 – 0           | Sverige | San Siro                                                                 |                                                                          |
| 14:30 UTC+1 | 14:30 UTC+1    | Luigi Riva 3′, 83′ Roberto Boninsegna 40′ | (2 – 0) Rapport |         | Milano Publik: 65 582<refname="Rsssf"/> Domare: Roger Machin (Frankrike) | Milano Publik: 65 582<refname="Rsssf"/> Domare: Roger Machin (Frankrike) |
| 14:30 UTC+1 | 14:30 UTC+1    |                                           |                 |         | Milano Publik: 65 582<refname="Rsssf"/> Domare: Roger Machin (Frankrike) | Milano Publik: 65 582<refname="Rsssf"/> Domare: Roger Machin (Frankrike) |
| 14:30 UTC+1 | 14:30 UTC+1    |                                           |                 |         | Milano Publik: 65 582<refname="Rsssf"/> Domare: Roger Machin (Frankrike) | Milano Publik: 65 582<refname="Rsssf"/> Domare: Roger Machin (Frankrike) |

|             | 10 oktober 1971 | Österrike                                                              | 6 – 0           | Irland | Linzer Stadion                                                      |                                                                     |
| 14:45 UTC+1 | 14:45 UTC+1     | Kurt Jara 12′, 85′ Hans Pirkner 41′ (str.) Thomas Parits 45′, 51′, 89′ | (3 – 0) Rapport |        | Linz Publik: 25 000<refname="Rsssf"/> Domare: Karl Göppel (Schweiz) | Linz Publik: 25 000<refname="Rsssf"/> Domare: Karl Göppel (Schweiz) |
| 14:45 UTC+1 | 14:45 UTC+1     |                                                                        |                 |        | Linz Publik: 25 000<refname="Rsssf"/> Domare: Karl Göppel (Schweiz) | Linz Publik: 25 000<refname="Rsssf"/> Domare: Karl Göppel (Schweiz) |
| 14:45 UTC+1 | 14:45 UTC+1     |                                                                        |                 |        | Linz Publik: 25 000<refname="Rsssf"/> Domare: Karl Göppel (Schweiz) | Linz Publik: 25 000<refname="Rsssf"/> Domare: Karl Göppel (Schweiz) |

|             | 20 november 1971 | Italien                                  | 2 – 2           | Österrike                     | Stadio Olimpico                                                       |                                                                       |
| 14:30 UTC+1 | 14:30 UTC+1      | Pierino Prati 10′ Giancarlo De Sisti 75′ | (1 – 1) Rapport | 36′ Kurt Jara 59′ Robert Sara | Rom Publik: 58 752<refname="Rsssf"/> Domare: Gyula Emsberger (Ungern) | Rom Publik: 58 752<refname="Rsssf"/> Domare: Gyula Emsberger (Ungern) |
| 14:30 UTC+1 | 14:30 UTC+1      |                                          |                 |                               | Rom Publik: 58 752<refname="Rsssf"/> Domare: Gyula Emsberger (Ungern) | Rom Publik: 58 752<refname="Rsssf"/> Domare: Gyula Emsberger (Ungern) |
| 14:30 UTC+1 | 14:30 UTC+1      |                                          |                 |                               | Rom Publik: 58 752<refname="Rsssf"/> Domare: Gyula Emsberger (Ungern) | Rom Publik: 58 752<refname="Rsssf"/> Domare: Gyula Emsberger (Ungern) |